# Concatedral de Nuestra Señora de la Asunción (Gravelbourg)
La concatedral de Nuestra Señora de la Asunción (en inglés: Our Lady of Assumption Co-Cathedral; en francés: Co-Cathédrale de Notre-Dame-de-l’Assomption) se encuentra en la ciudad de Gravelbourg, provincia de Saskatchewan en Canadá.
La catedral de la antigua diócesis católica francófona de Gravelbourg, Saskatchewan, de sesenta y ocho años, y originalmente dedicado a Santa Filomena, era la iglesia parroquial de Gravelbourg y se convirtió en la catedral de Santa Filomena 27 de julio de 1930 y se renombró la catedral de Nuestra Señora de la Asunción en 1965. El 14 de septiembre de 1998 el papa Juan Pablo II suprimió la diócesis, fusionándola con la arquidiócesis de Regina, como un reflejo de la despoblación constante del Saskatchewan rural. La catedral de Nuestra Señora de la Asunción luego fue designada concatedral de la arquidiócesis.